# Sông Pha
Sông Pha là một con sông đổ ra Sông Cái Phan Rang. Sông Pha chảy qua các tỉnh Lâm Đồng và Ninh Thuận .
Sông Pha dài 18 km, lưu vực 86 km². Đoạn Quốc lộ 27 ở vùng này mở theo thung lũng sông Pha, và đoạn vượt núi gọi là đèo Sông Pha hay đèo Ngoạn Mục..
Tên gọi "Sông Pha" có xuất xứ từ tên cổ Krong Fa .

## Dòng chảy
Sông Pha khởi nguồn từ các suối ở phần tây xã Lâm Sơn giáp giới với huyện Đơn Dương tỉnh Lâm Đồng. 11°49′52″B 108°38′14″Đ / 11,831164°B 108,637126°Đ
Sông chảy hướng đông rồi đông bắc đến phần đông xã Lâm Sơn. Hiện có hai quan niệm khác nhau về dòng chảy tiếp theo.
- Theo quan niệm phổ biến hiện nay thì sông Pha chảy tiếp đến phần đông xã Quảng Sơn huyện Ninh Sơn và đổ vào Sông Cái Phan Rang [2][3]. Các giới thiệu du lịch và Google Maps biên tập theo quan niệm này.
- Theo "Danh mục lưu vực sông liên tỉnh" thì tại xã Lâm Sơn sông Pha hợp lưu với sông Tầm Ngân thành sông Ông, từ đó đổ vào Sông Cái Phan Rang [4]. 11°45′24″B 108°48′11″Đ / 11,756572°B 108,803168°Đ.

## Các thủy điện
- Thủy điện Đa Nhim công suất lắp máy 160 MW, sản lượng điện hàng năm 1000 MW, khởi công năm 1962, hoàn thành năm 1964. Thủy điện có hồ nước trên Sông Đa Nhim ở thị trấn D'Ran huyện Đơn Dương tỉnh Lâm Đồng và nhà máy điện ở xã Lâm Sơn huyện Ninh Sơn tỉnh Ninh Thuận, xả nước ra sông Pha. 11°51′10″B 108°36′21″Đ / 11,852897°B 108,605836°Đ Dự án mở rộng thủy điện Đa Nhim lắp đặt thêm 1 tổ máy 80 MW, nâng tổng công suất lắp máy lên 240 MW, khởi công tháng 12/2015 [5], đến tháng 12/2018 đã hòa lưới thành công [6].
- Thủy điện Sông Pha công suất lắp máy 7,5 MW, sản lượng điện hàng năm 40 MW, khởi công năm 1992, hoàn thành năm 1995, ở xã Lâm Sơn huyện Ninh Sơn. 11°50′02″B 108°41′05″Đ / 11,833866°B 108,684705°Đ[7]
- Thủy điện Hạ Sông Pha 1 công suất lắp máy 5,4 MW, sản lượng điện hàng năm 32 MW, khởi công năm 2011, hoàn thành năm 2013, xây dựng ở xã Lâm Sơn huyện Ninh Sơn. 11°49′47″B 108°41′31″Đ / 11,829795°B 108,691826°Đ[8]
- Thủy điện Hạ Sông Pha 2 công suất lắp máy 5,1 MW, sản lượng điện hàng năm 30 MW, khởi công năm 2011, hoàn thành năm 2015, ở xã Lâm Sơn huyện Ninh Sơn. 11°49′59″B 108°42′30″Đ / 11,832935°B 108,708343°Đ
- Thủy điện Sông Ông công suất lắp máy 8,1 MW, sản lượng điện hàng năm 41 MW, khởi công năm tháng 7/2005, hoàn thành tháng 8/2009, trên đoạn có tên Sông Ông ở xã Quảng Sơn huyện Ninh Sơn. 11°46′17″B 108°47′55″Đ / 11,771322°B 108,798482°Đ [9]

## Chỉ dẫn
1. ↑  Trong tiếng các dân tộc thuộc nhóm ngôn ngữ Môn-Khmer ở Tây Nguyên và trong tiếng Việt cổ (trước thế kỷ 16, xem Chữ Nôm) thì "đăk" có nghĩa là nước, sông, suối, còn "krông" có nghĩa là sông.